# Шаракшанэ, Або Сергеевич
Або́ Серге́евич Шаракшанэ́ (бур.  Шарагшанай Абоо; 20 декабря 1921, село Аларь Иркутской области — 8 июля 2005, Москва) — российский учёный в области радиотехники и электроники, конструктор средств противоракетной обороны, доктор технических наук (1966), генерал-майор, лауреат Государственной премии СССР в области науки и техники (1975), Заслуженный деятель науки и техники Российской Федерации (1994).

## Биография
Родился в 20 декабря 1921 в селе Аларь Иркутской области.
В 1939-м окончил Иркутское авиационно-техническое училище.
По окончании училища направлен на службу в Киевский Особый военный округ.
С 22 июня 1941-го по ноябрь 1944-го — на фронтах Великой Отечественной войны, был техником самолёта второго сына А. И. Микояна — Владимира Микояна (погибшего в сентябре 1942 года в воздушном бою).
С ноября 1944-го — слушатель Ленинградской Военно-воздушной инженерной академии им. А. Ф. Можайского.
После окончания академии в 1951-м проходил службу на полигонах Капустин Яр (до 1957-го), затем на Балхашском полигоне (до 1962-го). Осуществлял постановку научно-испытательной работы.
В 1962-м Шаракшанэ переезжает в Москву, где становится начальником управления Специального научно-исследовательского института (СНИИ) Минобороны СССР.
В дальнейшем руководил научно-испытательной работой по проблемам ПРО и ПРН в 45 СНИИ Министерства Обороны СССР.
В 1966-м защитил докторскую диссертацию по специальности «техническая кибернетика».
В 1975-м удостоен Государственной премии СССР в области науки и техники.
Автор более 250 научных работ и публикаций, в том числе 7 монографий, научные результаты и рекомендации которых были положены в основу разработки программ и учебных курсов по специальным дисциплинам в ряде высших учебных заведений страны.
Похоронен на Донском кладбище.
Бюст генерал-майора Або Сергеевича Шаракшанэ торжественно открыт 7 июня 2022 года в Аларском районе Иркутской области. Личные вещи генерала хранятся в Национальном музее Усть-Ордынского Бурятского округа.

## Семья
Двое сыновей: переводчик и журналист.

## Награды, звания
- Награждён 7 орденами и 25 медалями.
- Государственная премия СССР в области науки и техники.
- Заслуженный деятель науки и техники Российской Федерации (6 июля 1994) — за заслуги в научной деятельности
- Ветеран подразделений Особого риска.